# Гатауллин, Гайнетдин Зайнетдинович
Маркс (Гайнетдин) Зайнетдинович Гатауллин (тат. Гайнетдин Зәйнетдин улы Гатауллин, псевдоним — Макс Гатау; 1913, Тузово, Оренбургская губерния — 28 декабря 1941, Гаврилово, Московская область) — татарский советский поэт.

## Биография
Гайнетдин Гатауллин родился в 1913 году в деревне Тузово Ичкинской волости Челябинского уезда Оренбургской губернии, ныне деревня входит в Альменевский муниципальный округ Курганской области. Родители: отец Зайнетдин, мать Халима.
Окончил 7 классов средней школы в родной деревне, затем, в 1926—1930 годах, учился в школе крестьянской молодёжи села Альменево.
Во время учёбы в Мартыновском индустриально-сельскохозяйственном техникуме Ялано-Катайского района Челябинской области (ныне село Мартыновка входит в Сафакулевский муниципальный округ Курганской области) сменил имя на Маркс (или Макс). Был избран секретарем комитета комсомола техникума. Ушёл из техникума, не окончив образования.
Работал директором Мартыновского детского дома.
В 1937 году поступил на заочное отделение Казанского государственного педагогического института.
Некоторое время работал корреспондентом областной газеты «Коммунист» и директором одной из школ Челябинска. Затем работал в Сафакулево учителем истории, завучем, директором школы.
После начала Великой Отечественной войны ушёл на фронт. Призван Сафакулевским РВК. В июле 1941 года был зачислен курсантом Кировского пехотного училища (Ленинградское пехотное Краснознамённое училище имени С. М. Кирова (?) <уточнить>). Продолжил службу в 46-й отдельной стрелковой бригаде.
11 декабря 1941 года бригада прибыла на фронт и начала сосредоточение в районе Озерецкое, Васильевское, Тарбеево (ныне Сергиево-Посадский район Московской области). 23 декабря бригада начала марш в новый район сосредоточения и 24 декабря была в районе Давыдково, 25 декабря — в районе Борихино и Павельцево Клинского района Московской области, 26 декабря — в районе Стеблево, Фадеево, Чащь Волоколамского района Московской области.
27 декабря бригада вышла на исходный рубеж в районе дороги Котляково — Плаксино Лотошинского района Московской области с задачей совместно с 29-й стрелковой бригадой овладеть Гаврилово. В 8:00 28 декабря 1941 года, после артподготовки, 29-я, 44-я, 46-я и 50-я бригады 1-й ударной армии перешли в наступление. 46-я стрелковая бригада овладела высотой 155,1 и к исходу дня 28 декабря вышла на западную опушку леса восточнее Гаврилово.
Командир отделения 1-го отдельного стрелкового батальона 46-й отдельной стрелковой бригады старший сержант Маркс Заинундинович (Заммундинович) Гатаулин (согласно документам) 28 декабря 1941 года погиб в бою у деревни Гаврилово Новошинского сельсовета Лотошинского района Московской области. 30 декабря 1941 года Гаврилово было освобождено. Похоронен в братской могиле в деревне Гаврилово, ныне деревня входит в городской округ Лотошино Московской области.
Перезахоронен или в братской могиле у дороги к деревне Бренево, ныне городской округ Лотошино Московской области или в братской могиле в деревне Чекчино того же городского округа и области (имя внесено в оба списка).
«Книга памяти. Курганская область. Том 5» приводит другую дату смерти: 24 января 1942 года.

## Творчество
Печатался под псевдонимом Макс Гатау. Публиковал свои стихи в газетах «Социализм юлы» («Путь социализма»), «Урал большевиге» («Уральский большевик»), «Коммунист». В 1939 году был издан его первый сборник стихов «Урал мәхәббәте» («Уральская любовь»). Его произведения были опубликованы в коллективных сборниках стихов «Үсү җырл» («Песня роста», 1934), «Очкыннар» («Искры», 1940). Готовил к публикации второй сборник стихов, но война помешала этим планам.
Стихотворения Макса Гатау вошли в сборник «Алар сафта» («Они в строю», 1961).
Занимался собиранием песен, сказок, баитов, пословиц и поговорок татар.

## Память
Имя Макса Гатау высечено в числе 31 имени писателей, погибших на фронте, на мемориальной доске, установленной на 2-м этаже в здании Союза писателей Республики Татарстан, город Казань, ул. Муштари, 14 — 55°47′26″ с. ш. 49°08′09″ в. д..

## Сочинения
- Урал мәхәббәте: шигырьләр. — Казан: Татгосиздат, 1939. — 37 б. — 3150 д.